# Departamento de Ibagué
El departamento de Ibagué es un extinto departamento de Colombia. Fue creado el 5 de agosto de 1908 y perduró hasta el 1 de enero de 1910, siendo parte de las reformas administrativas del presidente de la república Rafael Reyes respecto a división territorial. El departamento duró poco, pues Reyes fue depuesto en 1909 y todas sus medidas revertidas a finales del mismo año, por lo cual las 34 entidades territoriales creadas en 1908 fueron suprimidas y el país recobró la división política vigente en 1905, desapareciendo entonces Ibagué como departamento y siendo recreado el departamento del Tolima.

## División territorial
El departamento estaba conformado por las provincias tolimenses de Combeima y Saldaña.
Los municipios que conformaban el departamento eran los siguientes, de acuerdo al decreto 916 del 31 de agosto del año 1908:
- Provincia de Combeima: Ibagué (capital), Coello, Miraflores, San Luis y Valle.

- Provincia de Saldaña: Guamo (capital), Alpujarra, Ataco, Coyaima, Chaparral, Dolores, El Espinal, Natagaima, Ortega, Prado y Purificación.

Tras la extinción del departamento de Honda, le fueron asignados los municipios que conformaban este último:
- Provincia de Líbano: Fresno (capital), Casabianca, Líbano y Villahermosa.

- Provincia de Honda: Honda (capital), Guayabal, Mariquita, Santa Ana y Victoria.

- Provincia de Ambalema: Ambalema (capital), Lérida, Piedras, Caldas y Venadillo.